# Řád sv. Januaria
Řád sv. Januaria (italsky: Insigne Reale Ordine di San Gennaro) je rytířským řádem Království obojí Sicílie a jeho královské dynastie.
Založil jej roku 1738 Karel III. Španělský, ještě jako král sicilský a neapolský, jakožto nejvyšší vyznamenání svého království. Jde o poslední založený "velký" řád, který byl stavěn na stejnou úroveň jako řád Zlatého rouna. Řád je zasvěcen sv. Januariovi, patronu Neapole.
Řád má jednu třídu a je omezen na 60 rytířů, kteří musí být katolickými šlechtici. Odznakem řádu je maltézský kříž, který má mezi rameny zlaté lilie a na kříži spočívá obraz sv. Januaria.

## Řád dnes
Řád i nadále udělují dva nárokovatelé o titul hlavy královského rodu Bourbon-Obojí Sicílie, princ Pedro, vévoda z Kalábrie a princ Karel, vévoda z Castra.
Od roku 1960 je řád udělován střídmě a celkový počet členů nepřesáhl osmdesát, přičemž většina rytířů jsou členy královských rodů, vyšší důstojníci Konstantinova řádu sv. Jiří nebo italští grandi.

### Členové
K roku 2016 rytíři jmenovaní princem Pedrem, vévodou z Kalábrie, jeho otcem a dědem, byli:
- JV král Juan Carlos I. Španělský, 19. února 1960
- JV král Simeon II. Bulharský, 30. března 1960
- JkV dom Duarte Pio, vévoda z Braganzy, 2. října 1990
- JkV Alexandr Karađorđević Srbský, 8. ledna 1991
- JckV arcivévoda Simeon Rakouský, 4. listopadu 2002
- Don Vincenzo-Capasso Torre, 16. hrabě z Pastène a 5. hrabě z Caprary, 14. června 1960
- Don Iñigo de Moreno e Arteaga, 1. markýz z Laserny, 6. ledna 1961
- Hervé Pinoteau, 6. baron Pinoteau, 13. dubna 1963
- Don José-Maria de Palacio y Oriol, 4. markýz z Villarreal de Alava, 19. září 1972
- JE don Carlos Fitz-James Stuart, 19. vévoda z Alby de Tormes, Berwick, Liria a Xerica, grand španělský, 2. října 1990
- Hrabě don Agostino Borromeo, 25. září 2002
- Don Roberto Dentice di Accadia, markýz z Accadie, 25. září 2002
- Princ don Alberto Giovanelli, 25. září 2002
- JJ princ a markýz don Maurizio Ferrante Gonzaga di Vescovato, 5. září 2002
- Urozený don Alesandro z Mariotti Solimani, 25. září 2002
- Urozený don Lorenzo de' Notaristefani, 25. září 2002
- Velvyslanec don Giuseppe Bonanno, kníže z Linguaglossy, 2003
- JE kardinál Darío Castrillón Hoyos, duben 2016

K roku 2014 rytíři jmenovaní princem Karlem, vévodou z Castra, jeho otcem a dědem, byli:
- Princ Karel, vévoda z Castra a velmistr
- Antonio Maria Bourbonsko-Sicilský
- Francesco Maria Bourbonsko-Sicilský
- Gennaro Maria Bourbonsko-Sicilský
- Luigi Alfonso Maria Bourbonsko-Sicilský
- Alessandro Enrico Maria Bourbonsko-Sicilský
- Casimiro Maria Bourbonsko-Sicilský
- JnV Fra' Matthew Festing, 80. kníže a velmistr Suverénního řádu Maltézských rytířů
- Duarte Pio, vévoda z Braganzy
- Hrabě Jean Pařížský
- Kardinál Renato Raffaele Martino
- Hrabě Andrzej Ciechanowiecki
- Velvyslanec hrabě Carlo Marullo di Condojanni, kníže z Casalnuova
- Vévoda a hrabě don Ferdinando Gaetani dell’Aquila d’Aragona, kníže z Piemontu, vévoda z Laurenzany, hrabě z Alife
- Vévoda Francesco d’Avalos, kníže Svaté římské říše, markýz z Pescary a Vasta
- Princ Filippo Massimo, kníže z Arsoli a vévoda z Anticoli Corrado
- Princ Carlo Cito Filomarino, kníže z Rocca d’Aspro, kníže z Bitetta, markýz z Torrecusa
- Princ Gregorio Carafa Cantelmo Stuart, kníže Svaté římské říše, kníže z Roccelly, vévoda z Bruzzana
- Don Roberto Caracciolo, vévoda z San Vita
- Princ Giovanni Battista de’Medici, kníže z Ottajana, vévoda z Casalnuova